# Manoir de la Borie-Fricart
Pour les articles homonymes, voir Borie (homonymie).
Le manoir de la Borie-Fricart ou château fort de la Borie-Fricart est un manoir situé sur la commune de Sencenac-Puy-de-Fourches en Dordogne. On trouve trace de sa présence à la fin du XVIe siècle.

## Histoire
Fief des Arnaud de la Borie, il perd une tour vers 1543. Des travaux sur le porche sont effectués en 1582.
Il est marqué sur la carte de Cassini l'existence d'un moulin à vent ruiné et le cadastre Napoléonien montre un long bâtiment qui a disparu.
C'est une propriété privée.

## Architecture
C'est un château fort au corps de logis rectangulaire à un étage et toit recouvert de tuiles plates. Il est flanqué dans son angle nord-ouest, d'une tour circulaire à mâchicoulis pourvue de canonnières et coiffée d'un toit lui aussi recouvert de tuiles plates. Les traces de la jonction d'un bâtiment disparu sont visibles.
Le porche fortifié prolonge une courtine qui conserve des corbeaux de mâchicoulis ayant perdu leur parapet.
Des dépendances en ferment presque totalement la cour.

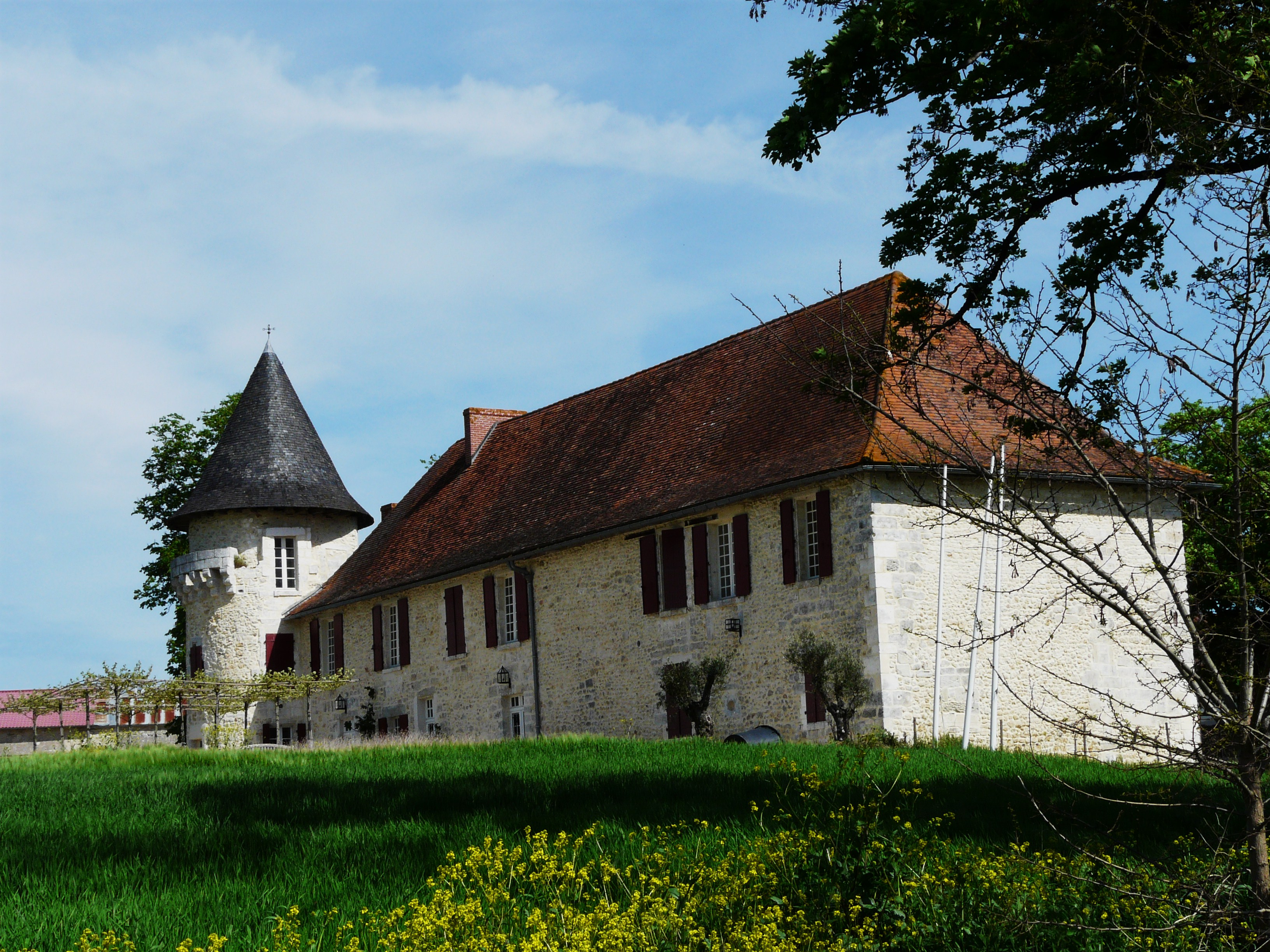
Manoir de la Borie-Fricart
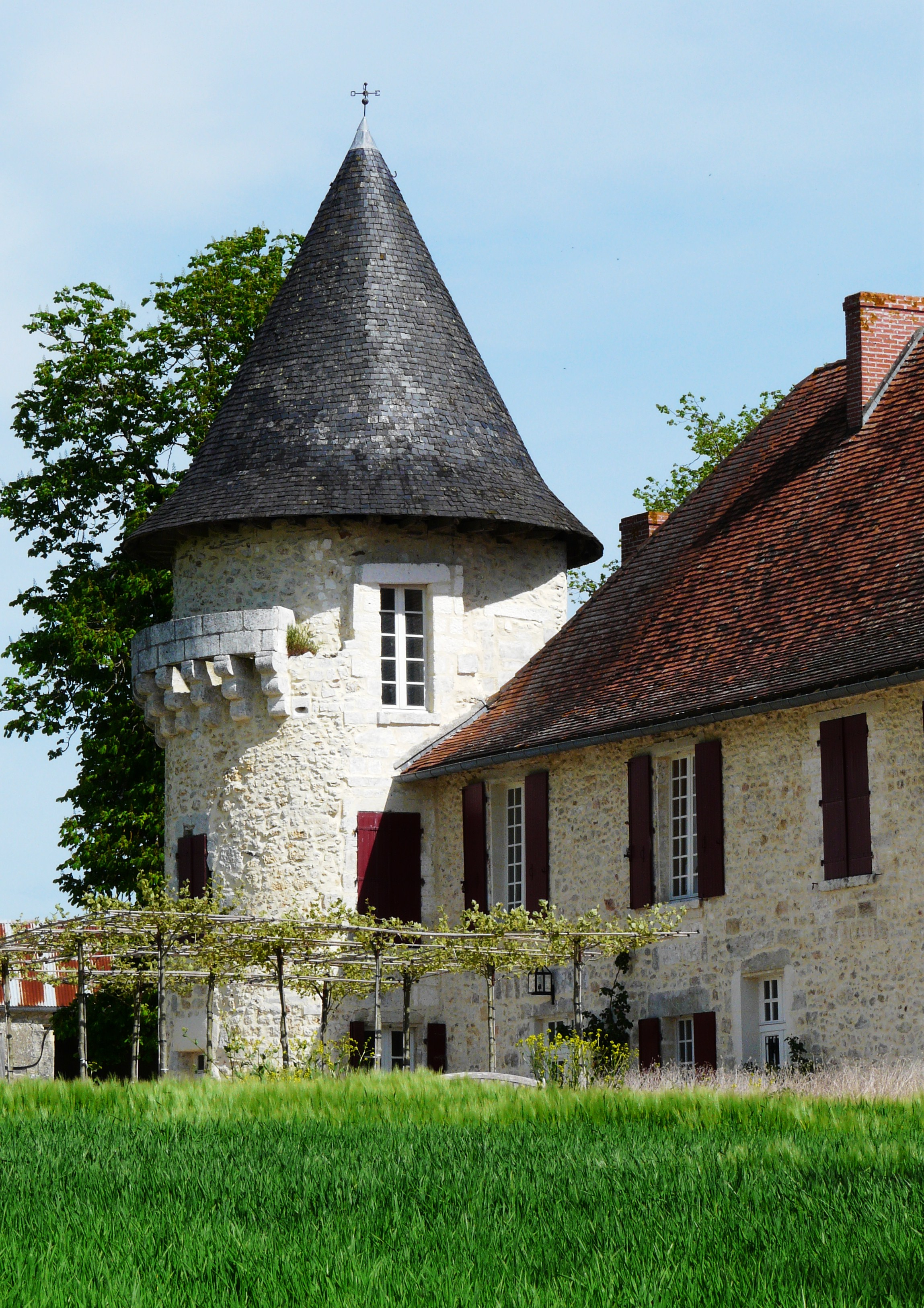
Tour du manoir de la Borie-Fricart